# Geert-Jan Derikx
Geert-Jan Marie Derikx ('s-Hertogenbosch, 31 de outubro de 1980) é um jogador de hóquei sobre a grama neerlandês que já atuou pela seleção de seu país. Seu irmão mais novo, Rob Derikx, também é jogador de hóquei.

## Carreira

### Olimpíadas de 2004
Geert-Jan Derikx competiu nas Olimpíadas de Atenas de 2004, na qual conquistou uma medalha de prata. Sua seleção qualificou-se para as semifinais após terminar a fase inicial do torneio olímpico em primeiro lugar do grupo B. Na semifinal os neerlandeses venceram a Alemanha por 3 a 2. Mas na partida decisiva da competição, Geert-Jan Derikx e seus companheiros de equipe foram derrotados pelos australianos por 2 a 1, ficando assim com a prata.